# Diamesinae
Diamesinae (лат.) — подсемейство двукрылых семейства комаров-звонцов.

## Описание
Комары имеют, как правило, тёмно-коричневую или чёрную окраску, длина тела варьирует в широком пределе. Первый членик усиков (скапус) обычно без щетинок. В большинстве случаев, жгутик усика перистый, состоит из 13 члеников. Усиковые ямки хорошо развиты. Глаза обычно опушённые, редко голые. Щупики состоят из пяти сегментов. Наличник в коротких щетинистых волосках. Мембрана крыла голая, иногда на ней могут быть редкие щетинки на самой вершине. Длина крыла от 1,8 до 5,5 мм. Костальная жилка заканчивается после впадения последней радиальной жилки, но не достигает вершины крыла. Бёдра и голени с светлыми кольцами. Пульвиллы на лапках отсутствуют или сильно редуцированы. Эмподий разветвлённый. Коготки на лапках зазубренные или гребенчатые.

## Экология
Личинки обитают в горных ручьях, реже в стоячих водоёмах. Некоторые представители Pseudodiamesa встречаются в профундальной зоне олиготрофных озёр. Имаго летают вблизи мест выплода личинок. Виды рода Pseudokiefferiella развиваются в торфе, в мхах, а личинок Pseudokiefferiella и Syndiamesa можно обнаружить в тонком слое воды, текущем по скальным поверхностям. Для некоторых видов отмечается роение.

## Классификация
Подсемейство включает следующие роды:
- Arctodiamesa Makarchenko, 1983[1]
- Boreoheptagyia Brundin, 1966[1]
- † Cretodiamesa Kalugina, 1976[2]
- Diamesa Meigen, 1835[1][3]
- † Eugenodiamesa Lukashevich and Przhiboro, 2015[2]
- Harrisonina Freeman, 1956[3]
- Kaluginia Makarchenko, 1987[1]
- Lappodiamesa Serra-Tosio, 1968[1]
- Lobodiamesa Pagast, 1947[4]
- Maoridiamesa Pagast, 1947[4]
- Pagastia Oliver, 1959[1]
- Paraheptagyia Brundin, 1966[1]
- Potthastia Kieffer, 1922[1]
- Protanypus Kieffer, 1906[1]
- Pseudodiamesa Goetghebuer, 1939[1]
- Pseudokiefferiella Zavrel, 1941[1]
- Shilovia (Shilovia yakovlevi)
- Sympotthastia Pagast, 1947[1]
- Syndiamesa Kieffer, 1918[1]

## Распространение
Представители подсемейства встречаются в Голарктике, Афротропике, Ориентальной области и Австралии и Новой Зеландии.

## Палеонтология
Ископаемые представители подсемейства известны с мелового периода из отложений в Монголии и Таймыра. Возраст самых древних находок датируется возрастом 129,4—125 млн лет.